# مطار بيكساماكي
مطار بيكساماكي (بالإنجليزية: Pieksämäki Airfield)‏ هو مطار في بيكساماكي، فنلندا، على بعد حوالي 5 ميل بحري (9 كـم؛ 6 ميل) غرب - جنوب الغربي من وسط مدينة بيكساماكي.

## روابط خارجية
- Lentopaikat.net - مطار بيكساماكي باللغة الفنلندية